# Maria Elmqvist
Maria Elmqvist, född 1957, är en svensk guldsmed.
Elmqvist drev egen verkstad i Stockholm 1985–1992. Hon har därefter drivit verkstad tillsammans med maken Glenn Roll i Stockholm och Trosa. Elmqvist har arbetat mycket med geometriska mönster, och ofta experimenterat med olika material. Bland annat har hon gjort smycken tillsammans med textilformgivaren Pia Wallén. Elmqvist är representerad vid bland annat Nationalmuseum.